# Turunmaa (1918)
Turunmaa – fińska kanonierka z dwudziestolecia międzywojennego i okresu II wojny światowej. Pierwotnie okręt został zamówiony przez Imperium Rosyjskie jako jedna z sześciu jednostek typu Wodoriez. Okręt został zwodowany w 1918 roku w stoczni Ab Crichton w Turku i w tym samym roku wszedł do służby w Fińskiej Marynarce Wojennej. W maju 1943 roku „Turunmaa” została ciężko uszkodzona przez radzieckie samoloty. Od 1945 roku jednostkę wykorzystywano jako trałowiec. Okręt skreślono z listy floty w 1953 roku.

## Projekt i budowa
Flota Bałtycka, borykająca się podczas I wojny światowej z brakiem małych jednostek eskortowych, w 1916 roku zamówiła w fińskich stoczniach 12 okrętów, potocznie nazywanych kanonierkami Borowskiego (od nazwiska polskiego oficera Michaiła Borowskiego). Budowane jednostki, klasyfikowane ówcześnie jako dozorowce (storożewyje korabli), odznaczały się silnym uzbrojeniem i dużą dzielnością morską przy niewielkiej wyporności.
Przyszła „Turunmaa” była jedną z sześciu kanonierek typu Wodoriez . Okręt został zamówiony przez Rosyjską Marynarkę Wojenną w 1916 roku w stoczni Ab Crichton w Turku pod nazwą „Czirok” (Чирок) i w tym roku położono jego stępkę. Jednostka została zwodowana w 1918 roku i następnie przejęta przez Finów .

## Dane taktyczno-techniczne
Okręt był niewielką, jednokominową kanonierką z dwoma masztami. Długość całkowita kadłuba wynosiła 50,1 metra (47 metrów między pionami), szerokość 6,8 metra i zanurzenie 2,9 metra. Wyporność normalna wynosiła 342 tony. Okręt napędzany był przez dwie maszyny parowe potrójnego rozprężania o łącznej mocy 1150 KM, do której parę dostarczały dwa kotły Yarrow. Dwuśrubowy układ napędowy pozwalał osiągnąć prędkość 15 węzłów. Okręt mógł zabrać zapas węgla o masie 50 ton, co zapewniało zasięg wynoszący 700 Mm przy prędkości 15 węzłów  .
Uzbrojenie artyleryjskie kanonierki składało się z dwóch pojedynczych dział Canet kal. 75 mm L/48 i pojedynczego działka plot. kal. 40 mm Vickers QF Mark II L/39  . Okręt mógł też zabrać na pokład 30 min .
Załoga okrętu liczyła 48 oficerów, podoficerów i marynarzy .

## Służba
W 1918 roku jednostkę wcielono do służby w Marynarce Wojennej Finlandii pod nazwą „Turunmaa”. Kanonierka służyła w okresie międzywojennym jako okręt szkolny, wraz z bliźniaczą jednostką „Karjala”. Na początku lat 40. z pokładu usunięto działko Vickers kal. 40 mm, instalując w zamian trzy pojedyncze działka plot. Madsen kal. 20 mm L/60 . 2 maja 1943 roku nieopodal Haapasaari kanonierka została ciężko uszkodzona przez radzieckie lotnictwo i osadzona na mieliźnie . Okręt powrócił do służby w październiku 1943 roku . Po zakończeniu II wojny światowej jednostka wykonywała zadania trałowe, oczyszczając z min Zatokę Fińską . Okręt skreślono z listy floty w 1953 roku .